# Mômen lưỡng cực từ

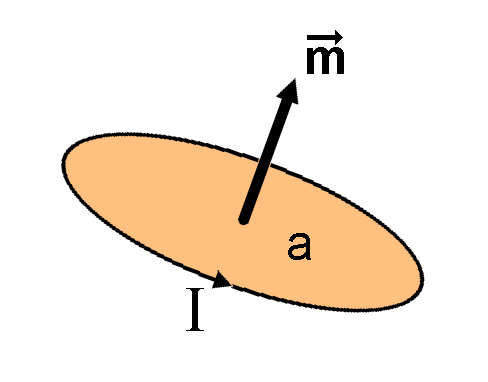
Moment từ

Mômen từ, hay mômen lưỡng cực từ (magnetic dipole moment) là đại lượng vật lý, đặc trưng cho độ mạnh yếu của nguồn từ. Trong trường hợp đơn giản là một dòng điện kín, mômen lưỡng cực từ được định nghĩa bởi:
{\displaystyle \mathbf {m} =I\iint _{S}d\mathbf {a} }
với {\displaystyle d\mathbf {a} =r^{2}\sin \theta \,dr\,d\theta } là vi phân véctơ diện tích (có độ lớn là diện tích, chiều là véctơ pháp tuyến của mặt đó, xác định từ quy tắc bàn tay phải, {\displaystyle I} là cường độ dòng điện.
Trong trường hợp một điện tích chuyển động quay, mômen từ sẽ được cho bởi biểu thức:
{\displaystyle \mathbf {m} ={\frac {1}{2}}\iiint _{V}\mathbf {r} \times \mathbf {J} \cdot r^{2}\sin \theta \,dr\,d\theta \,d\phi }
với 
{\displaystyle \mathbf {J} } là mật độ dòng điện.
Trong vật lý nguyên tử, vật lý hạt nhân, người ta dùng khái niệm mômen từ của các hạt, có đơn vị là magneton Bohr (hay Bohr magneton, ký hiệu là {\displaystyle \mu _{B}=}). Mômen từ của các hạt liên quan đến chuyển động nội tại của các hạt (chuyển động spin) hoặc mômen từ của nguyên tử được tạo ra từ mômen từ tổng cộng của các hạt (chuyển động spin) và chuyển động trên quỹ đạo của các hạt.
Trong một hệ hạt, mômen từ được xác định bởi tổng mômen từ của các hạt thành phần.